# 크리스마스 스피릿
"크리스마스 스피릿"(영어: Spirited)은 2022년 개봉한 미국의 크리스마스 뮤지컬 코미디 영화이다. 션 앤더스와 존 모리스가 감독과 각본을 맡았다.

## 같이 보기
- 크리스마스 영화 목록